# Glyphocrangon neglecta
Glyphocrangon neglecta är en kräftdjursart som beskrevs av Faxon 1895. Glyphocrangon neglecta ingår i släktet Glyphocrangon och familjen Glyphocrangonidae. Inga underarter finns listade i Catalogue of Life.

## Bildgalleri

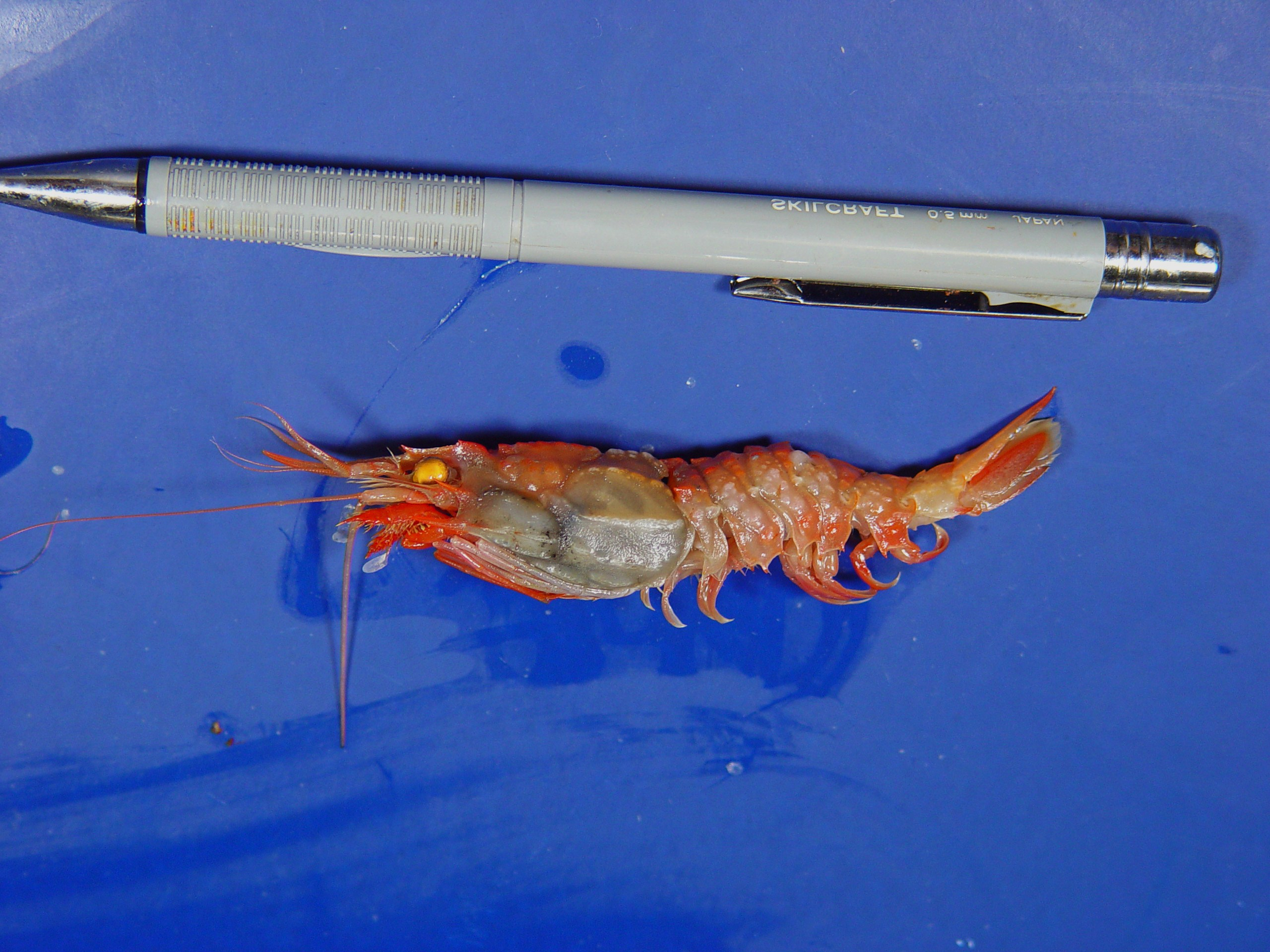